# Вулька-Домашевська
Вулька-Домашевська (пол. Wólka Domaszewska) — село в Польщі, у гміні Войцешкув Луківського повіту Люблінського воєводства.
Населення — 706 осіб (2011).
У 1975-1998 роках село належало до Седлецького воєводства.

## Демографія
Демографічна структура станом на 31 березня 2011 року:
|          | Загалом | Допрацездатний вік | Працездатний вік | Постпрацездатний вік |
| -------- | ------- | ------------------ | ---------------- | -------------------- |
| Чоловіки | 352     | 85                 | 223              | 44                   |
| Жінки    | 354     | 73                 | 194              | 87                   |
| Разом    | 706     | 158                | 417              | 131                  |